# 科拉維里山
14°02′08″S 72°48′18″W / 14.03556°S 72.80500°W
科拉維里山（Q'urawiri），是秘魯的山峰，位於該國南部阿普里馬克大區，由西爾卡區和丘基班比利亞區負責管轄，屬於安地斯山脈的一部分，海拔高度5,000米。